# 아가쓰마선
아가쓰마선(일본어: 吾妻線)은 일본 군마현 시부카와시의 시부카와역부터 군마 현 아가쓰마군 쓰마고이촌의 오마에역을 잇는 동일본 여객철도의 철도 노선(지방 교통선)이다.

## 노선 정보
- 관할 (사업 종별) : 동일본 여객철도 (제 1 종 철도사업자)
- 구간 (영업 거리) : 시부카와 역 - 오마에 역 55.6km
- 궤간 : 1067mm
- 역 수 : 18(기종점역 포함)
  - 아가쓰마 선 소속 역으로 한정된 경우는 시부카와 역(조에쓰선 소속)이 제외되어, 17역이 된다.
- 복선화 구간 : 없음 (전 노선 단선)
- 전철화 구간 : 전 노선 (직류 1500V)
- 폐색방식 : 특수 자동 페색식
- 운전 지령소 : 다카사키 종합 지령실
- 보안장치 : ATS-P
- 최고속도 : 85km/h

전 노선이 동일본 여객철도 다카사키 지사의 관할이다.

## 역 목록
- 전 노선 군마현에 소재.

| 역명                 | 일어 역명    | 역간 거리 | 영업 거리 | 접속 노선                                                      | 소재지     | 소재지           |
| -------------------- | ------------ | --------- | --------- | -------------------------------------------------------------- | ---------- | ---------------- |
| 시부카와             | 渋川         | -         | 0.0       | 동일본 여객철도 조에쓰선 (모든 열차 다카사키 역으로 직통 운전) | 시부카와시 | 시부카와시       |
| 가나시마             | 金島         | 5.5       | 5.5       |                                                                | 시부카와시 | 시부카와시       |
| 우바시마             | 祖母島       | 2.2       | 7.7       |                                                                | 시부카와시 | 시부카와시       |
| 오노가미             | 小野上       | 4.2       | 11.9      |                                                                | 시부카와시 | 시부카와시       |
| 오노가미온센         | 小野上温泉   | 1.8       | 13.7      |                                                                | 시부카와시 | 시부카와시       |
| 이치시로             | 市城         | 2.7       | 16.4      |                                                                | 아가쓰마군 | 나카노조정       |
| 나카노조             | 中之条       | 3.4       | 19.8      |                                                                | 아가쓰마군 | 나카노조정       |
| 군마하라마치         | 群馬原町     | 3.1       | 22.9      |                                                                | 아가쓰마군 | 히가시아가쓰마정 |
| 고바라               | 郷原         | 3.4       | 26.3      |                                                                | 아가쓰마군 | 히가시아가쓰마정 |
| 야구라               | 矢倉         | 1.7       | 28.0      |                                                                | 아가쓰마군 | 히가시아가쓰마정 |
| 이와시마             | 岩島         | 2.5       | 30.5      |                                                                | 아가쓰마군 | 히가시아가쓰마정 |
| 가와라유온센         | 川原湯温泉   | 5.9       | 36.4      |                                                                | 아가쓰마군 | 나가노하라정     |
| 나가노하라쿠사쓰구치 | 長野原草津口 | 5.9       | 42.3      |                                                                | 아가쓰마군 | 나가노하라정     |
| 군마오쓰             | 群馬大津     | 2.2       | 44.5      |                                                                | 아가쓰마군 | 나가노하라정     |
| 하네오               | 羽根尾       | 2.2       | 46.7      |                                                                | 아가쓰마군 | 나가노하라정     |
| 후쿠로구라           | 袋倉         | 2.9       | 49.6      |                                                                | 아가쓰마군 | 쓰마고이촌       |
| 만자 · 카자와구치    | 万座・鹿沢口 | 2.9       | 52.5      |                                                                | 아가쓰마군 | 쓰마고이촌       |
| 오마에               | 大前         | 3.1       | 55.6      |                                                                | 아가쓰마군 | 쓰마고이촌       |